# Городищенское сельское поселение (Санчурский район)
Городищенское сельское поселение  — упразднённое муниципальное образование в составе Санчурского района Кировской области России.
Центр — село Городище.

## История
Городищенское сельское поселение образовано 1 января 2006 года согласно Закону Кировской области от 07.12.2004 № 284-ЗО. Упразднено Законом Кировской области от 03.04.2019 № 246-ЗО, объединившем все сельские поселения района.

## Население
| 2010  | 2012  | 2013  | 2014  | 2015  | 2016  | 2017  |
| ----- | ----- | ----- | ----- | ----- | ----- | ----- |
| 1486  | ↘1451 | ↘1417 | ↘1388 | ↘1349 | ↘1308 | ↗1315 |
| 2018  | 2019  |       |       |       |       |       |
| ↘1294 | ↘1264 |       |       |       |       |       |

## Состав
В состав поселения входили 32 населённых пункта (население, 2010):
| - село Городище — 476 чел.; - деревня Антипино — 102 чел.; - деревня Арситово — 93 чел.; - деревня Большая Русская Лиса — 2 чел.; - деревня Большой Едун — 0 чел.; - деревня Большой Ихтиал — 116 чел.; - деревня Букино — 0 чел.; - деревня Бурово — 0 чел.; - деревня Ворохово — 7 чел.; - деревня Выползово — 125 чел.; - село Галицкое — 203 чел.; | - деревня Грязное Павлово — 7 чел.; - деревня Дружинино — 0 чел.; - деревня Егутово — 7 чел.; - деревня Ембасино — 16 чел.; - деревня Загорная — 17 чел.; - деревня Зубцово — 31 чел.; - деревня Исаково — 2 чел.; - село Ихта — 3 чел.; - деревня Кандаково — 0 чел.; - деревня Козин — 0 чел.; - деревня Крутое — 0 чел.; | - деревня Лышново — 0 чел.; - деревня Малая Русская Лиса — 5 чел.; - село Марийская Лиса — 100 чел.; - деревня Марийское Кубашево — 0 чел.; - деревня Охоткино — 14 чел.; - деревня Ошуево — 13 чел.; - деревня Пигозино — 132 чел.; - деревня Писарино — 1 чел.; - деревня Русское Кубашево — 10 чел.; - деревня Сосново — 4 чел. |